# Bullo
Bullo is een historisch merk van gemotoriseerde fietsen.
De bedrijfsnaam was Bullo-Fahrzeugwerk, Bremen.
Dit was een Duitse fabriek die van 1924 tot 1926 bijzondere elektrische motorfietsen maakte, waarvan de 0,7pk-motor boven het voorwiel zat.